# União aduaneira
União aduaneira é uma área de livre-comércio com uma tarifa externa comum (TEC), ademais de outras medidas que conformem uma política comercial externa comum. Entre um grupo de países ou territórios que instituem uma união aduaneira, há a livre circulação de bens (área de livre comércio) e uma tarifa aduaneira comum a todos os membros, válida para importações provenientes de fora da área.
Os países ou territórios que a adotam costumam ter por objetivo aumentar a sua eficiência econômica e estabelecer laços políticos e culturais mais estreitos entre si. A união aduaneira é formada por meio de um acordo comercial. Essa política é adotada pelo Mercosul.